# Achille Magni
Achille Magni (Domodossola, 1893 – Milano, 24 novembre 1960) è stato un attivista italiano.

## Biografia
Professore di tedesco, preside e fervente Mazziniano (padre di cinque figli: Annamaria, Mauro Magni, Rosi, Pinina e Giotti), assessore alla cultura del comune di Milano nella giunta del sindaco Antonio Greppi e promotore della ricostruzione del Teatro La Scala nel dopoguerra.
Nel corso del primo conflitto mondiale meritò due medaglie al valore e dopo la Battaglia di Caporetto fu citato per aver lasciato l'ospedale in seguito a grave ferita, per tornare al fronte.
Nel 1939, all'alba dell'invasione tedesca della Polonia, è alla guida di un nutrito gruppo di manifestanti, tra cui Alessandro Reggiori, a gridare "w la Polonia libera" sul monumento a Garibaldi di Largo Cairoli, il giorno dell'occupazione tedesca (episodio questo citato anche da Camilla Cederna nel suo libro "il mio novecento").
Per questo verrà recluso in isolamento nel carcere di San Vittore e successivamente mandato al confino per tre anni a Vasto (Chieti).
Viene citato nel libro di Paolo Di Stefano: Ogni altra vita- Storia di italiani non illustri; edito da Il Saggiatore.
Nel 1943 fu tra i fondatori dell'Associazione Mazziniana Italiana, insieme a Nello Meoni, Ernesto Re, Giuseppe Colombo, Giannetto Savorani, Antonio Badini Buti e Claudio Crescenti.
Al termine della guerra la Polonia lo insignì per quel suo gesto della croce dell'Ordine della Polonia Restituta.
Nel 1946 ebbe un attestato speciale di civica benemerenza e nel 1957 la Medaglia d'Oro che il comune di Milano assegna ai suoi cittadini migliori.